# Povorino
Povorino (in russo Пово́рино?) è una cittadina della Russia europea sudoccidentale, situata nella parte orientale dell'Oblast' di Voronež, 326 km a sudest del capoluogo Voronež.
Fondata nel 1870 come insediamento annesso ad una stazione ferroviaria, divenne città nel 1954.
La cittadina era sede, durante il periodo della guerra fredda, di una base aerea.

## Società

### Evoluzione demografica
Fonte: mojgorod.ru
- 1897: 8.900
- 1939: 10.800
- 1970: 20.600
- 1989: 19.450
- 2002: 18.342
- 2006: 17.800